# 니시코이즈미역
니시코이즈미역(일본어: 西小泉駅, にしこいずみえき)은 일본 군마현 오라군 오이즈미정에 있는 도부 철도 고이즈미 선의 역이다. 역 번호는 TI 46이다.

## 역사
- 1941년 12월 1일: 영업 개시.
- 1976년 10월 1일: 센고쿠카이간 선 폐지에 따라 종착역이 됨.
- 2012년 3월 17일: TI 46의 역 번호 도입.
- 2017년 9월 16일: 신역사 공용 개시.

## 역 구조
섬식 승강장 1면 2선의 지상역이다. 역사는 승강장의 남단에 있고, 2번 선의 차막이 끝에 있는 플랫폼은 슬로프에서 연결된다. PASMO 간이 개찰기가 설치되어 있다. 서쪽에 사용되지 않게 된 승강장이 있다. 선로는 남아있지만, 임시선은 철거되었다.
본 역이 입지하고 있는 오이즈미 정은 인구의 1할 이상이 외국인이고 그 중 절반 이상이 브라질인이다. 역사는 브라질의 국기에 사용되는 노랑, 녹색을 사용하고 브라질 도시의 관문인 것을 표현하고 있다. 역사 입구에는 브라질의 국조인 토코투칸을 본뜬 역 상징 사인이 표기되어 있다. 역명판에는 일본어, 영어, 중국어, 한국어 외에 브라질의 공용어인 포르투갈어와 남미에서 주로 쓰이는 스페인어의 여섯개 국어가 표기되어 있다.

### 승강장
| 번호 | 노선        | 행선                                                |
| ---- | ----------- | --------------------------------------------------- |
| 1・2 | 고이즈미 선 | 히가시코이즈미・다테바야시・아사쿠사 방면 오타 방면 |

## 역 주변
- 산요 전기 도쿄 제작소
- 산요 전기 로지스틱
- SUBARU 오이즈미 공장
- 국도 제354호선
- 이즈미 녹도
- 오이즈미 정사무소
- 오이즈미 정립 도서관
- 오이즈미 소방서 시로노우치 출장소
- 오이즈미 경찰서 니시코이즈미역전 파출소
- 이즈미 종합 공원
- 이즈미 종합 공원 정민 체육관
- 니시코이즈미 우체국
- 오이즈미 어린이 복지 전문학교
- 오이즈미 정립 니시 중학교
- 오이즈미 정립 니시 초등학교
- 오이즈미 정립 미나미 중학교
- 오이즈미 정립 미나미 초등학교
- 쇼핑몰・브라질 플라자
- 슈퍼 마켓
- 키요스크
- 아사히 자동차 버스 정류소

## 인접역
| 도부 철도 고이즈미 선              | 도부 철도 고이즈미 선 | 도부 철도 고이즈미 선 |
| ---------------------------------- | --------------------- | --------------------- |
| TI 45 고이즈미마치 다테바야시 방면 |                       | 시·종착역             |